# 산토리니섬
산토리니섬(그리스어: Σαντορίνη, Santorini), 공식적으로 티라(그리스어: Θήρα)는 그리스 에게해 남부에 있는 작고 둥근 모양의 화산 군도이며, 그리스 본토와 약 200킬로미터 떨어져 있다. 키클라데스 제도의 최남단에 자리잡고 있으며, 면적은 73제곱킬로미터이다.
2011년 인구조사에 따르면 15,550명이 거주하고 있다. 행정구역상 티라시아와 오이아로 구성되어 있다. 주변의 무인도인 네아 카메니, 팔라이아 카메니, 아스프로니시, 크리스티아나 섬(모두 티라 시에 속한다)을 포함한 섬의 총 면적은 90.623제곱킬로미터이다.

## 지리
오늘날 산토리니 섬은 물이 들어찬 칼데라이지만, 본래는 원래 큰 섬 하나로 존재했다. 현재의 모습은 화산 분화 이후에 남은 흔적이다. 산토리니가 있는 곳은 남에게 해 화산대에서 가장 활발한 화산 활동의 중심지이다. 이 화산대는 폭 20~40킬로미터, 길이 약 500킬로미터에 이른다. 이 지역의 화산 활동은 약 300~400만년 전부터 활발했는데, 현재의 섬을 낳은 화산 분출은 약 200만 년 전 아크로티리 지역에서 일어났다.
섬 가운데 있는 직사각형 모양의 거대한 석호는 가로 세로 각각 약 12km와 6km이며, 주변 3면으로 300미터 높이의 가파른 절벽이 둘러싸고 있다. 한쪽 면이 작은 섬 테라시아로 막혀 있어 석호는 북서쪽과 남서쪽으로 에게 해와 이어져 있다. 석호의 한가운데 수심은 약 400미터여서 어떤 선박에든 안전한 포구가 된다. 섬의 항구는 모두 석호 쪽으로 나 있으며, 바깥 해안에는 존재하지 않는다. 석호를 내려다보는 절벽 위에 중심 도시 피라(티라)가 자리 잡고 있다. 이전의 화산 분출로 생긴 화산암은 주로 감람석이며, 각섬석도 약간 있다. 아름다운 절경과 밤의 유흥 덕분에 유럽 최고의 관광지로 꼽히는 곳이다.

## 역사
산토리니란 이름은 13세기 라틴 제국에서 붙인 이름으로, 성 이레네오를 뜻한다. 이전에는 칼리스테(Καλλίστη, Kallistē, '가장 아름다운'), 스트롱길레(Στρογγύλη, 둥근 것) 혹은 테라로 불렸다.
약 3600년 전 미노아 문명의 절정기에 미노스 화산 분화(혹은 테라 화산 분화)가 일어났다. 지난 수천 년 동안 인류 역사상 가장 큰 화산 분화로 알려져 있다. 이 분출로 인해 거대한 칼데라가 생기고, 주변에는 수 미터 높이로 화산재가 쌓였다.
화산이 분화할 때 거대한 쓰나미가 일어나면서 산토리니 남쪽 110킬로미터 거리에 있는 크레타 섬의 미노아 문명이 몰락하는 데 간접적으로 영향을 주었다. 이와 관련한 다른 흥미로운 가설로는 테라 화산 분출이 아틀란티스의 침몰이라는 전설을 낳았다는 이야기가 있다. 대폭발은 미노아 문명이 멸망하고 에게 문명의 중심이 크레타에서 그리스의 미케네로 옮겨가는 계기가 되었다.

## 사진

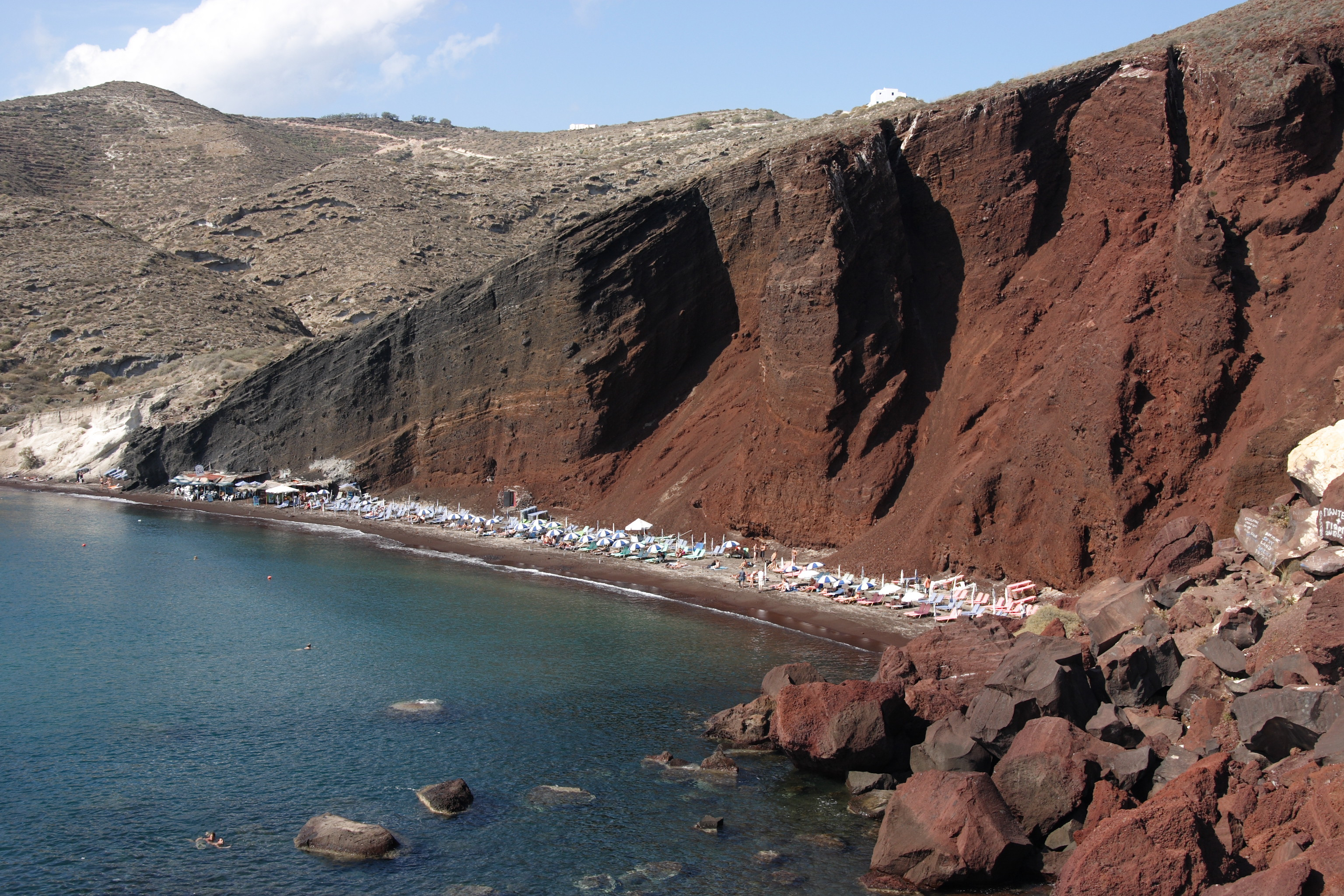
산토리니의 유명한 붉은 해변.
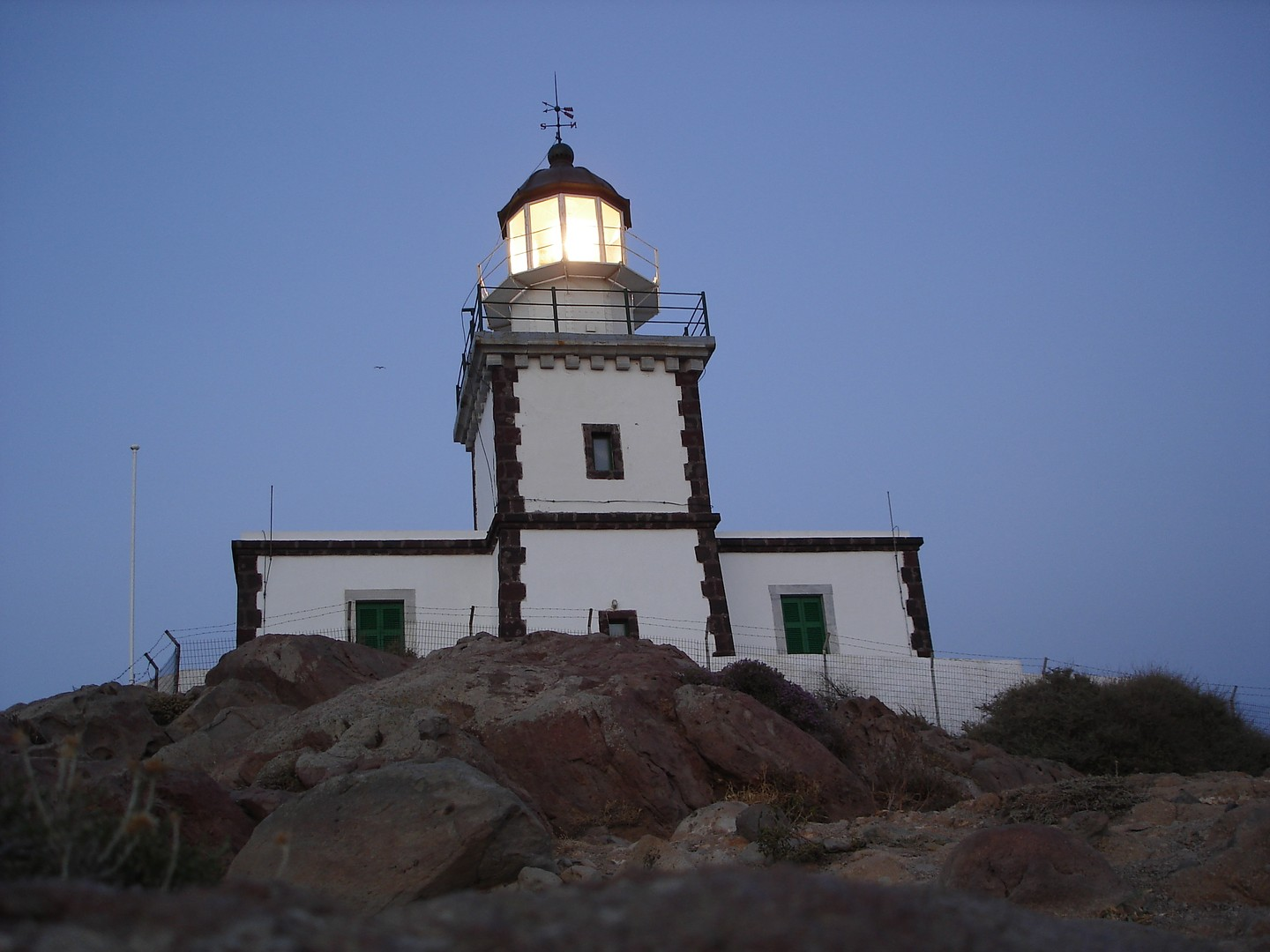
등대, 아크로티리
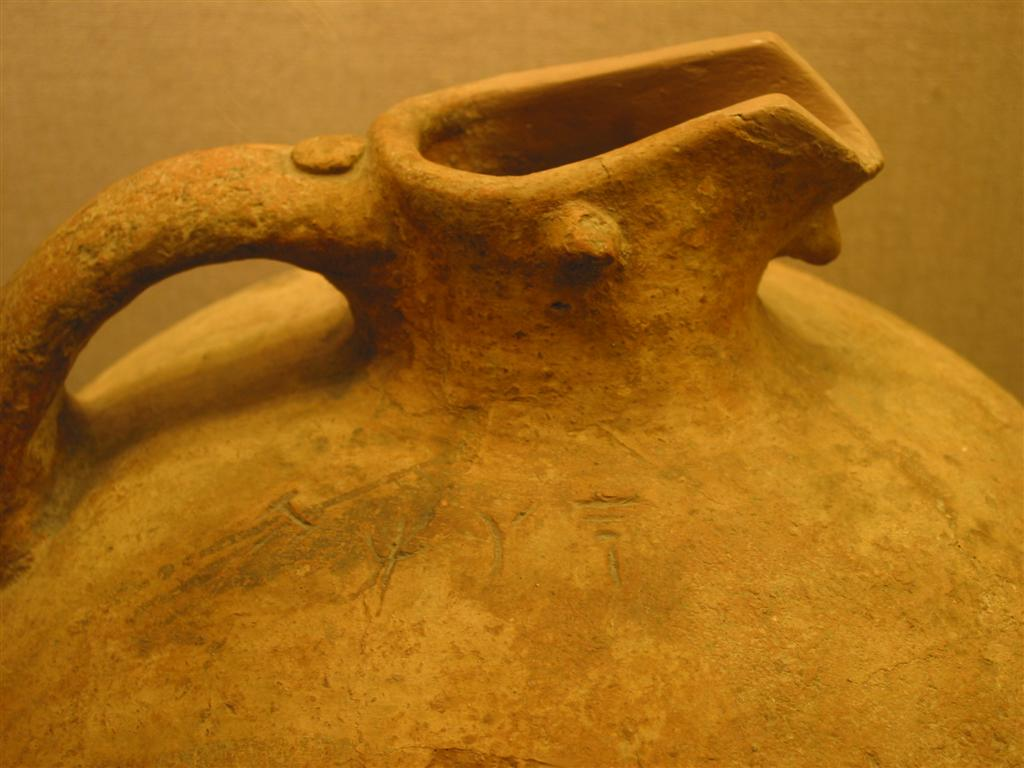
선형문자 A 필적이 아크로티리에서 발견된 병에 새겨있다.
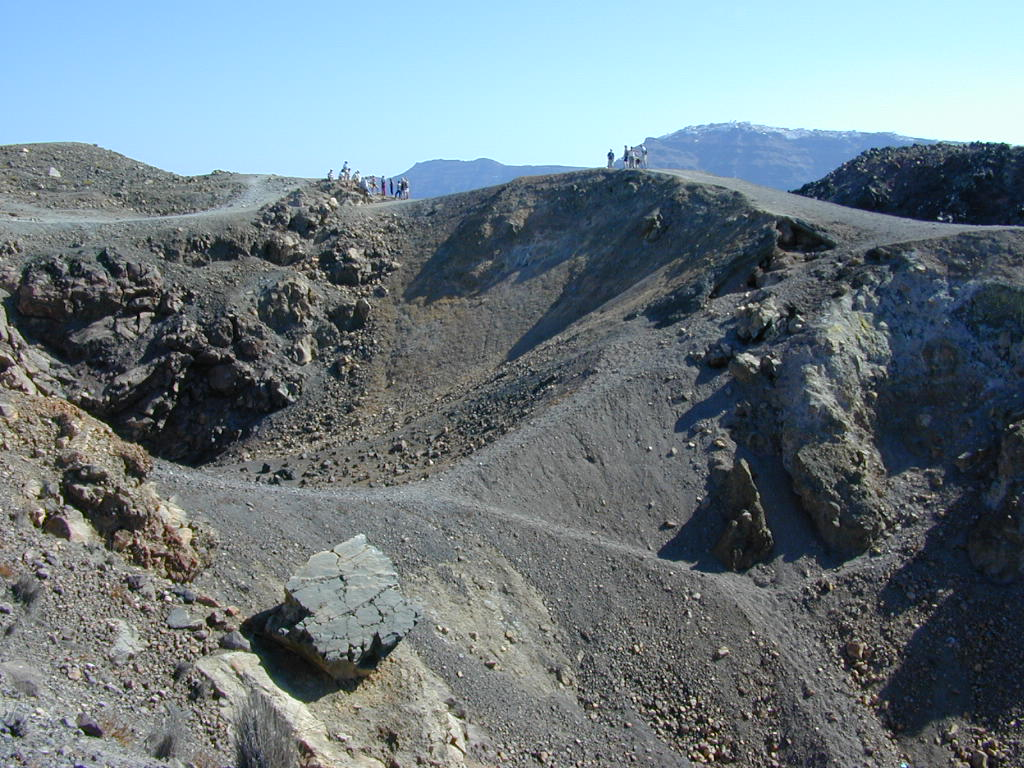
오늘날 산토리니의 화산 분화구
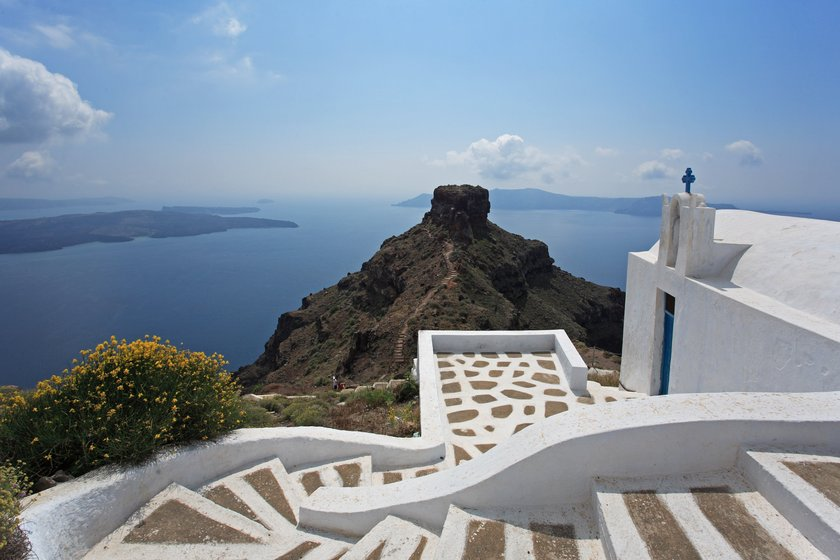
산토리니, 이메로비길에 있는 계단
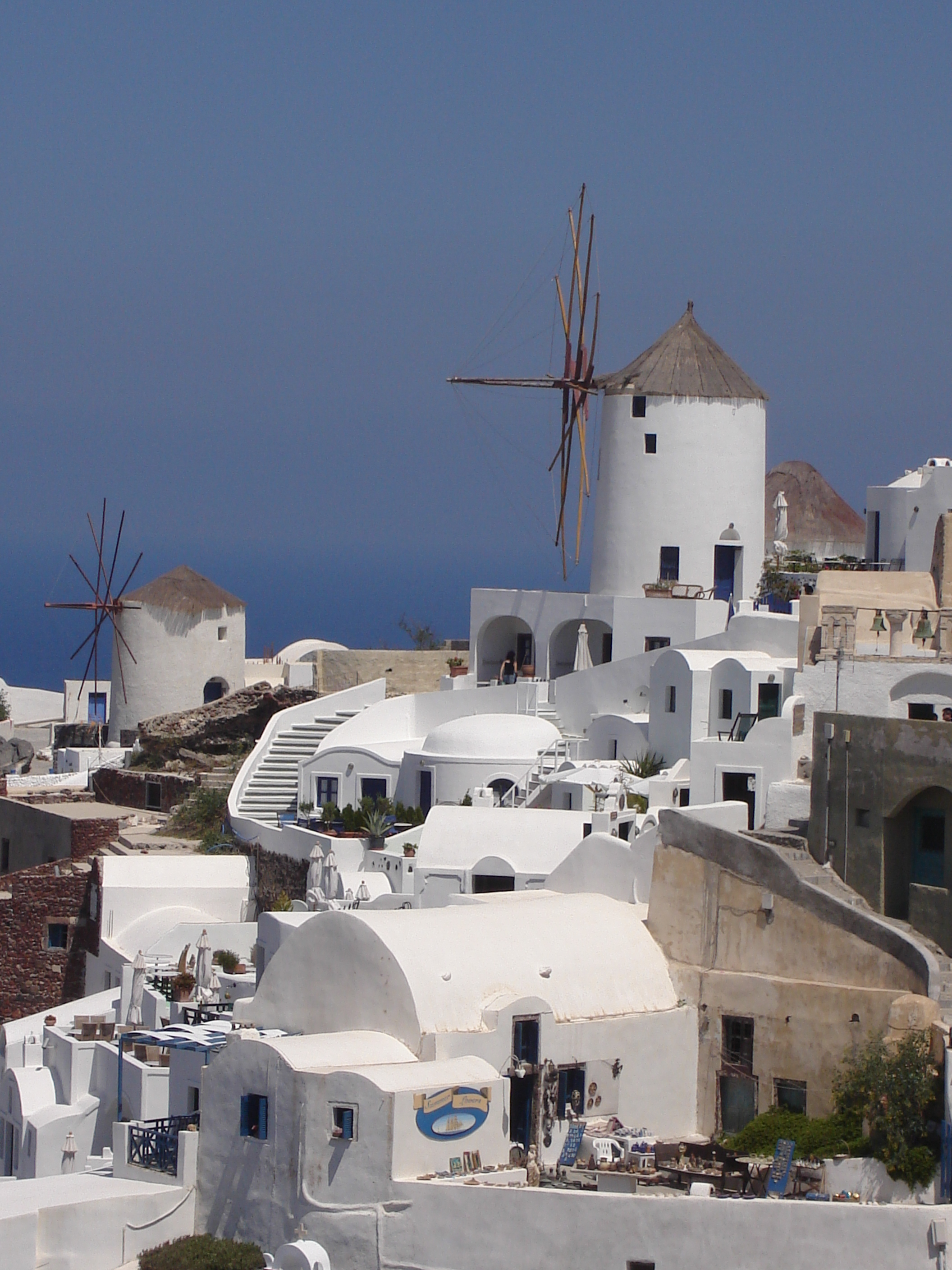
산토리니 풍차
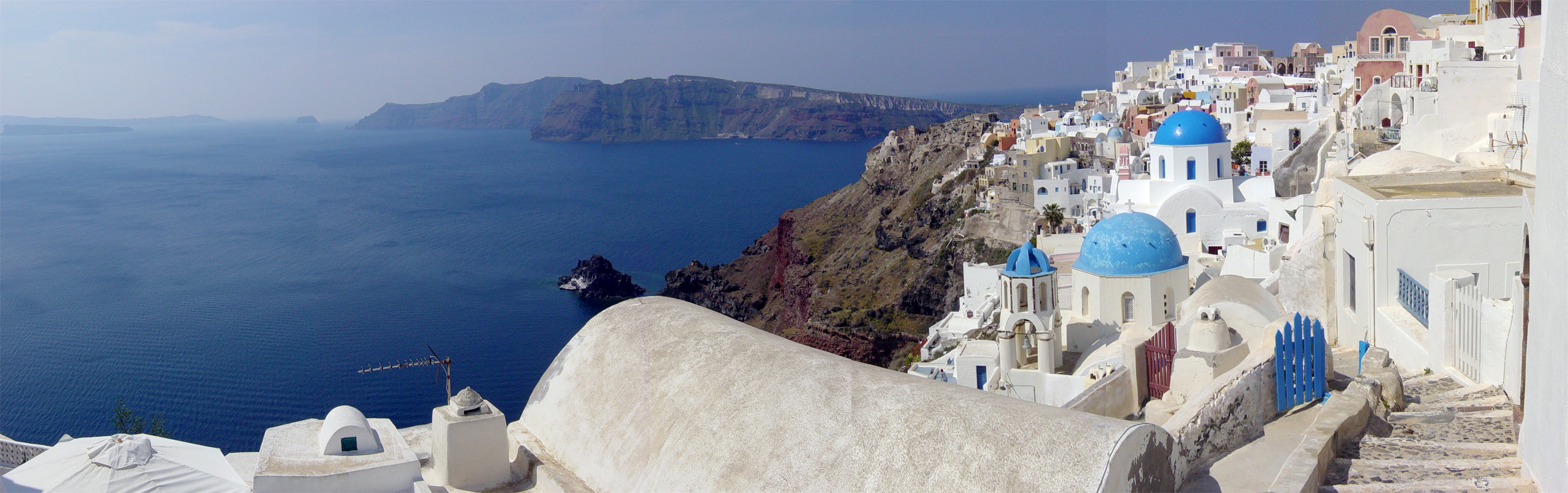
이메로비길에서 찍은 산토리니의 파노라마 경치
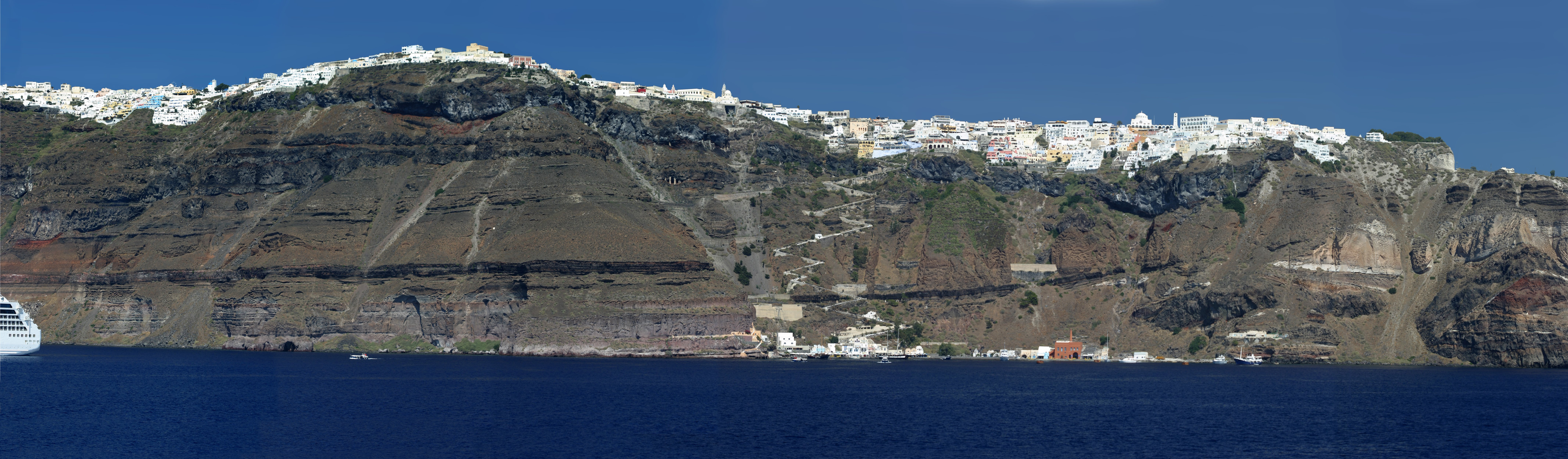
산토리니의 주요한 도시 피라의 파노라마 경치

## 같이 보기
- 그리스의 화산 목록